# エヴァンストン累層
エヴァンストン累層はワイオミング州にある白亜紀後期マーストリヒチアンの地層。恐竜の化石が発見されている。

## 動物相
- アラモサウルス sp.
- トリケラトプス・ホリドゥス
- トリケラトプス・プロルスス
- トリケラトプス・フラベラトゥス (実際は T. ホリドゥス)